# Adelperga
Adelperga (sau Adelberga) a fost una dintre fiicele regelui Desiderius al longobarzilor din Italia, cu soția sa, regina Ansa.
Desiderius a aranjat o căsătorie strategică între Adelperga și ducele Arechis al II-lea de Benevento, pentru a-și întări poziția în Italia și a-și afirma superioritatea față de statele din Langobardia Minor.
După căderea Regatului longobard în  mâinile francilor conduși de Carol cel Mare, după asediul Paviei din 774, părinții Adelpergăi, alături de una dintre surorile sale (probabil, Desiderata) au fost exilați în Francia, unde au fost închiși în case religioase. Adelperga și o altă soră a ei, Liutperga au început atunci unele acțiuni pentru a-și recâștiga moștenirea paternă și pentru a-și lua revanșa față de Carol cel Mare. În cele din urmă, Liutperga și-a ratat șansele după ce l-a încurajat pe soțul ei, ducele franc Tassilo de Bavaria să se revolte pe față împotriva vărului său, Carol: acesta din urmă a deconspirat complotul pus la cale de Tassilo, drept pentru care i-a confiscat acestuia toate proprietățile și l-a trimit la mănăstire, împreună cu Liutperga și cu copiii lor.
În ceea ce o privește pe Adelperga, aceasta a fost ceva mai norocoasă; soțul ei, Arechis al II-lea, a rezistat pentru o vreme lui Carol, până când, în 787 a fost nevoit să încheie pace cu francii; la îndemnurile Adelpergăi și ale bizantinilor, el a refuzat să ratifice tratatul de pace, care ar fi presupus cedarea unei părți din Ducatul de Benevento către Papalitate. După ce Arechis a murit, Adelperga a continuat politica de intrigi, în special prin susținerea fratelui ei, Adalgis, aflat într-un prelungit exil la Constantinopol, atunci când acesta a revenit în sudul Italiei în fruntea unei armate, pentru a-și revendica tronul. Fiul Adelpergăi, Grimoald, moștenitor al ducatului, a revenit din captivitatea de la curtea francilor și, luând partea lui Carol cel Mare, l-a înfrânt pe propriul unchi Adalgis și pe bizantini. Încercând ulterior să se desprindă de sub suzeranitatea francă, Grimoald al III-lea a fost obligat să se supună în 792.